# Titan(IV)-sulfid
Titan(IV)-sulfid oder Titandisulfid ist eine chemische Verbindung aus der Gruppe der Sulfide mit der Formel TiS2.

## Darstellung
Titandisulfid kann aus Titantetrachlorid TiCl4 und Schwefelwasserstoff H2S hergestellt werden.
{\displaystyle \mathrm {TiCl_{4}+2\ H_{2}S\longrightarrow TiS_{2}+4\ HCl} }
Ebenfalls möglich ist die Synthese aus den Elementen.
{\displaystyle \mathrm {Ti+2\ S\longrightarrow TiS_{2}} }

## Eigenschaften
Titandisulfid ist ein bronzefarbenes, diamagnetisches kristallines Pulver. Die Kristalle weisen eine Schichtstruktur auf, nämlich die Cadmiumiodid-Struktur. Dabei sind die Schwefelatome in einer hexagonal dichtesten Kugelpackung angeordnet. Die Titanionen besetzen die Oktaederlücken zwischen jeder übernächsten Anionenschicht.
Der Stoff ist aufgrund des Sulfidgehaltes brennbar, wobei Schwefeldioxid-Gas entsteht. Bei Raumtemperatur ist es luftbeständig, geht jedoch bei Erhitzen an Luft in Titandioxid über. Durch Salpetersäure sowie heiße konzentrierte Schwefelsäure wird es unter Schwefelabscheidung zersetzt. Von siedender Natron- und Kalilauge wird es unter Bildung von Alkalititanat und Alkalisulfid gelöst.
Titandisulfid hat eine elektrische Leitfähigkeit, die einem Halbmetall entspricht, was bei der Verwendung in Batterien den Vorteil hat, dass keine Stoffe wie z. B. Ruß zur Erhöhung der Leitfähigkeit zugesetzt werden müssen.
Titandisulfid kann (wie z. B. auch Graphit) in seine Schichtstruktur reversibel Lithium einlagern (Interkalation), wobei LixTiS2 entsteht, mit x zwischen 0 und 1. Es können auch N-Basen, wie NH3, N2H4, Säureamide eingelagert werden.

## Verwendung
Titandisulfid wird als festes Schmiermittel benutzt. Außerdem kann es als Elektrodenmaterial in Lithiumbatterien oder Lithium-Ionen-Akkumulatoren verwendet werden, wobei das niedrige Atomgewicht von Titan von Vorteil ist.